# Geordie/Amore che vieni, amore che vai
Geordie/Amore che vieni, amore che vai è il decimo  singolo di Fabrizio De André, pubblicato in Italia dalla Karim nel 1966.

## Tracce
1. Fabrizio De André e Maureen Rix – Geordie (tradizionale)
2. Fabrizio De André – Amore che vieni, amore che vai (Fabrizio De André)

## Copertina
La copertina raffigura De André mentre suona la chitarra. Non vi sono né in copertina né sull'etichetta informazioni su chi abbia elaborato gli arrangiamenti delle canzoni.

## Brani

### Geordie
Nel 1966 Fabrizio De André fu il primo in Italia ad incidere questa tipica ballata inglese, con un adattamento originale in lingua italiana, interpretandola in duo con Maureen Rix, all'epoca professoressa di inglese nella scuola gestita dal padre di Fabrizio, (e non con Joan Baez, come riportato erroneamente da molti siti web; la Baez è a sua volta interprete di un'altra versione del brano, in lingua inglese). In questa versione il reato compiuto è un furto di cervi (in linea con la versione della Baez), e il giovane Geordie sarà impiccato "con una corda d'oro, / è un privilegio raro". In particolare vi è una nuova strofa, nel finale, che mette in luce l'assurda immobilità della Legge, contro la quale persino il sovrano non può nulla:.
Si noti tuttavia che l'impotenza del Re testimonia che non sia un sovrano assoluto ma anch'egli deve rispettare la legge vigente. l'immobilità della legge è caratteristica fondamentale dello stato di diritto, pur esistendo procedure per modificare e promulgare nuove leggi, queste, come non possono essere retroattive, non possono essere ad personam.

Infine questo testo non si riferisce ad un giovane che caccia un animale, seppur vietato, per sfamare la famiglia ma narra di quello che oggi chiameremmo bracconiere (6 cervi e li vendette per denaro) e non possiamo certo giudicare situazioni del 1500 con la nostra attuale sensibilità.

#### Cover
- 2002: Gabry Ponte.

### Amore che vieni, amore che vai
Il tema di questa celebre ballata è la mutevolezza dell'amore, la sua contraddittorietà:
L'incertezza dell'amore è sicuramente uno dei soggetti più cari a Fabrizio, e lo si può trovare in varie forme: ne La canzone di Marinella, dove la passione, appena giunta, muore insieme alla protagonista; ne La canzone dell'amore perduto, dove la fiamma accesa da tempo lentamente ed inevitabilmente si spegne.
Nel brano De André utilizza esclusivamente un linguaggio denotativo, esplicito e di immediata comprensione.